# Sollevamento pesi ai Giochi della XXXII Olimpiade - 67 kg maschile
Le gare di sollevamento pesi della categoria fino a 67 kg maschile dei giochi olimpici di Tokyo 2020 si sono svolte il 25 luglio 2021 presso il Tokyo International Forum.
Il vincitore delle gare è il cinese Chen Lijun.

## Programma
L'orario indicato corrisponde a quello giapponese (UTC+09:00)
| Data           | Ora   | Evento            |
| -------------- | ----- | ----------------- |
| 25 luglio 2021 | 11:50 | Gruppo B          |
| 25 luglio 2021 | 19:50 | Gruppo A (finale) |

## Risultati
| Pos. | Atleta                       | Gruppo | Peso  | Strappo (kg) | Strappo (kg) | Strappo (kg) | Strappo (kg) | Slancio (kg) | Slancio (kg) | Slancio (kg) | Slancio (kg) | Totale |
| Pos. | Atleta                       | Gruppo | Peso  | 1            | 2            | 3            | Risultato    | 1            | 2            | 3            | Risultato    | Totale |
| ---- | ---------------------------- | ------ | ----- | ------------ | ------------ | ------------ | ------------ | ------------ | ------------ | ------------ | ------------ | ------ |
|      | Chen Lijun                   | A      | 66,85 | 145          | 150          | 151          | 145          | 175          | 187          | —            | 187          | 332    |
|      | Luís Javier Mosquera         | A      | 66,85 | 148          | 151          | 151          | 151          | 175          | 180          | 180          | 180          | 331    |
|      | Mirko Zanni                  | A      | 66,95 | 145          | 150          | 150          | 145          | 172          | 177          | 177          | 177          | 322    |
| 4    | Han Myeong-mok               | A      | 66,90 | 142          | 147          | 149          | 147          | 167          | 174          | 174          | 174          | 321    |
| 5    | Talha Talib                  | A      | 66,95 | 144          | 147          | 150          | 150          | 166          | 166          | 170          | 170          | 320    |
| 6    | Adkhamjon Ergashev           | A      | 67,00 | 139          | 139          | 144          | 139          | 173          | 184          | 184          | 173          | 312    |
| 7    | Mitsunori Konnai             | A      | 66,95 | 135          | 135          | 135          | 135          | 165          | 172          | 177          | 172          | 307    |
| 8    | Goga Chkheidze               | B      | 66,95 | 133          | 133          | 138          | 133          | 164          | 169          | 173          | 169          | 302    |
| 9    | Deni                         | A      | 66,75 | 135          | 135          | 140          | 135          | 166          | 171          | 171          | 166          | 301    |
| 10   | Jonathan Muñoz               | B      | 66,85 | 135          | 139          | 139          | 135          | 163          | 163          | 170          | 163          | 298    |
| 11   | Tojonirina Andriantsitohaina | B      | 66,00 | 130          | 130          | 138          | 130          | 155          | 165          | 165          | 155          | 285    |
| 12   | Ruben Katoatau               | B      |       | 105          | 110          | 110          | 105          | 132          | 140          | 145          | 140          | 245    |
| —    | Muhammed Furkan Özbek        | A      | 66,70 | 142          | 145          | 145          | 142          | 173          | 173          | 173          | —            | —      |
| —    | Bernardin Matam              | A      | 66,95 | 132          | 135          | 138          | 135          | 171          | 171          | 172          | —            | —      |